# Parque nacional de Garajonay
El parque nacional de Garajonay es un espacio natural protegido español que se extiende por más del 10 % de la superficie de la isla de La Gomera, en la comunidad autónoma de Canarias. Fue declarado como tal en 1981. Posteriormente, en 1986, la Unesco lo catalogó Patrimonio de la Humanidad. El parque es también desde 2012 Reserva de la Biosfera conjuntamente con toda la isla.
Visitantes: 625 801(de media al año)

## Características
Debido a que fue declarado como parque nacional el 25 de marzo de 1981, es el cuarto y actualmente el más joven parque nacional de Canarias.
Su superficie es de 3984 hectáreas, y su territorio se extiende por todos los municipios de La Gomera, ocupando el centro y ciertas zonas del norte de la isla. El terreno del parque, a menudo envuelto en una húmeda niebla, está constituido por materiales basálticos, debidos a coladas y piroclastos, con diversos roques y fortalezas.
El parque toma su nombre del alto de Garajonay, la mayor altura de la isla con 1487 m s. n. m. La cota mínima del parque es de 650 m s. n. m., en el caserío del Cedro. Su declaración obedece a que alberga la mejor muestra conocida en el Viejo Mundo de laurisilva, un bosque húmedo de variadas especies de hoja perenne que en el Terciario cubría prácticamente toda Europa. La laurisilva se da en un régimen climático uniforme en el que la variación anual de la temperatura es pequeña y la precipitación es relativamente abundante, con humedad casi constante debida al mar de nubes.
Fue declarado como tal el 25 de marzo de 1981. Posteriormente, en 1986, la Unesco lo catalogó Patrimonio de la Humanidad. El parque es también desde 2012 Reserva de la Biosfera conjuntamente con toda la isla. Y debido a que fue declarado como parque nacional el 25 de marzo de 1981, es el cuarto y actualmente el más joven parque nacional de Canarias.

## Vegetación

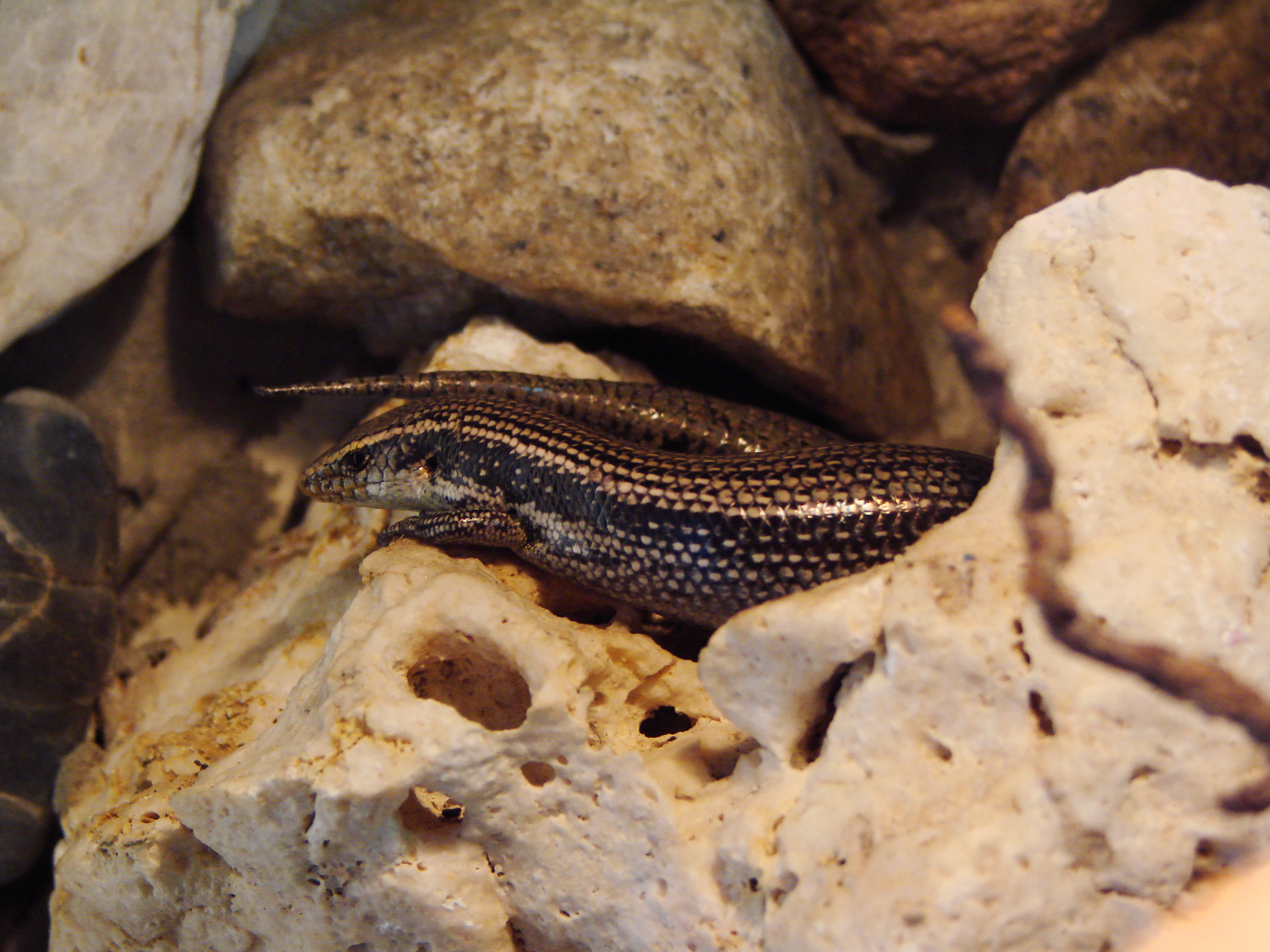
Fotografía tomada en el zoológico de Wrocideaw (Polonia): Chalcides viridanus (Gravenhorst, 1851)

El Monteverde canario es el elemento determinante de Garajonay, cubriendo más del 85 % de su superficie. Cerca de 50 especies arbóreas participan en su composición, distribuyéndose y mezclándose de acuerdo con sus afinidades ecológicas, para formar varios tipos de bosques diferentes: la laurisilva y la fayal-brezal, un bosque más seco y pobre en especies arbóreas.
Las especies más abundantes de las partes más húmedas del monte son los laureles (Laurus novocanariensis), viñátigos (Persea indica), tiles (Ocotea foetens), acebiños (Ilex canariensis), palos blancos (Picconia excelsa) o durillos (Viburnum rigidum).
Los componentes principales del fayal-brezal son fayas (Morella faya) y brezos (Erica arborea), que aquí alcanza posiblemente las mayores tallas de la especie en todo el mundo, llegando a acercarse a los 20 m de altura.
Destaca también la abundancia de musgos y líquenes recubriendo los troncos de los árboles, así como la cobertura de helechos, indicadores de la elevada humedad ambiental.
Muy interesante es la flora que vive en los roques y paredones rocosos, en cuyas grietas se puede observar un elevado número de especies raras, exclusivas de estos enclaves. Merece destacarse la singularidad de las plantas con flores, que presentan un gran número de especies endémicas canarias —en torno a 120—, algunas de las cuales son exclusivas del parque. Destaca también, en la flora del parque, la presencia de fenómenos propios de la evolución en islas, como por ejemplo el gigantismo, por el cual se desarrollan formas leñosas de gran tamaño en especies cuyos parientes continentales, de los que se originaron, tienen porte de hierbas.

## Fauna
En el parque nacional de Garajonay es considerado ZEPA ( Zona de Especial Protección de Aves ). La fauna es muy destacada, ya que cuenta con cerca de 1000 especies distintas de invertebrados y 30 de vertebrados.
De los vertebrados están formados sobre todo por reptiles y aves, de las que destacamos las especies endémicas de la paloma turqué y la paloma rabiche.

## Población y aprovechamientos
No existen núcleos de población dentro del parque, aunque sí en sus proximidades. Los senderos que permiten conocer el parque son numerosos. En el interior del parque hay un área recreativa, llamada Laguna Grande; y en el lugar conocido como Juego de Bolas, en el municipio de Agulo, está el centro de visitantes.

### Turismo
Garajonay recibe cada año una media de 828 758 visitantes (2019), que lo convierten en el tercer parque nacional de Canarias en número de visitas, tras el parque nacional del Teide en Tenerife y el parque nacional de Timanfaya en Lanzarote. A nivel nacional, Garajonay es por su parte, el quinto que más visitas recibe de España, tras: El Teide, Guadarrama, Picos de Europa, y Timanfaya.

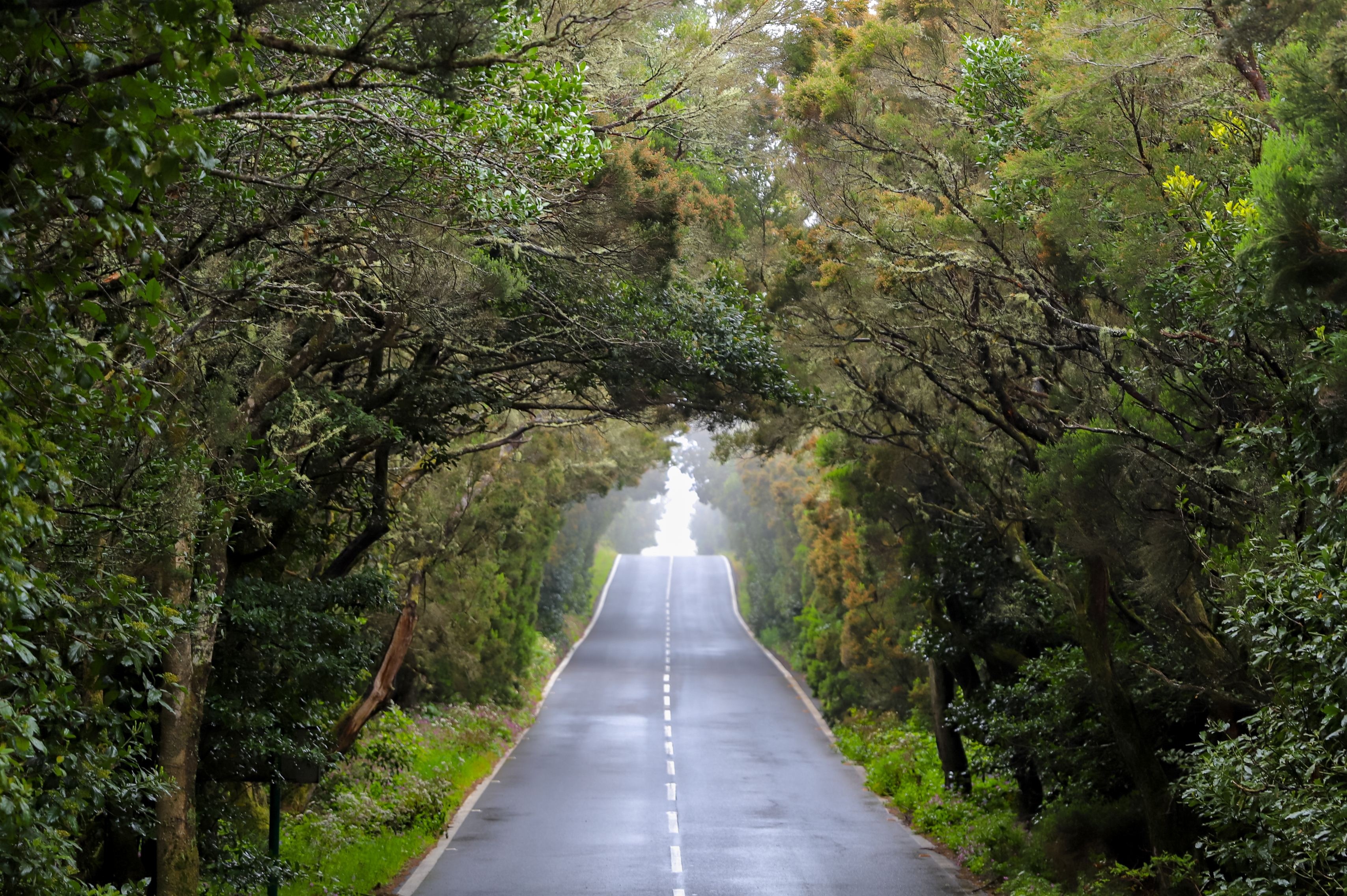
Carretera GM-1 en el parque
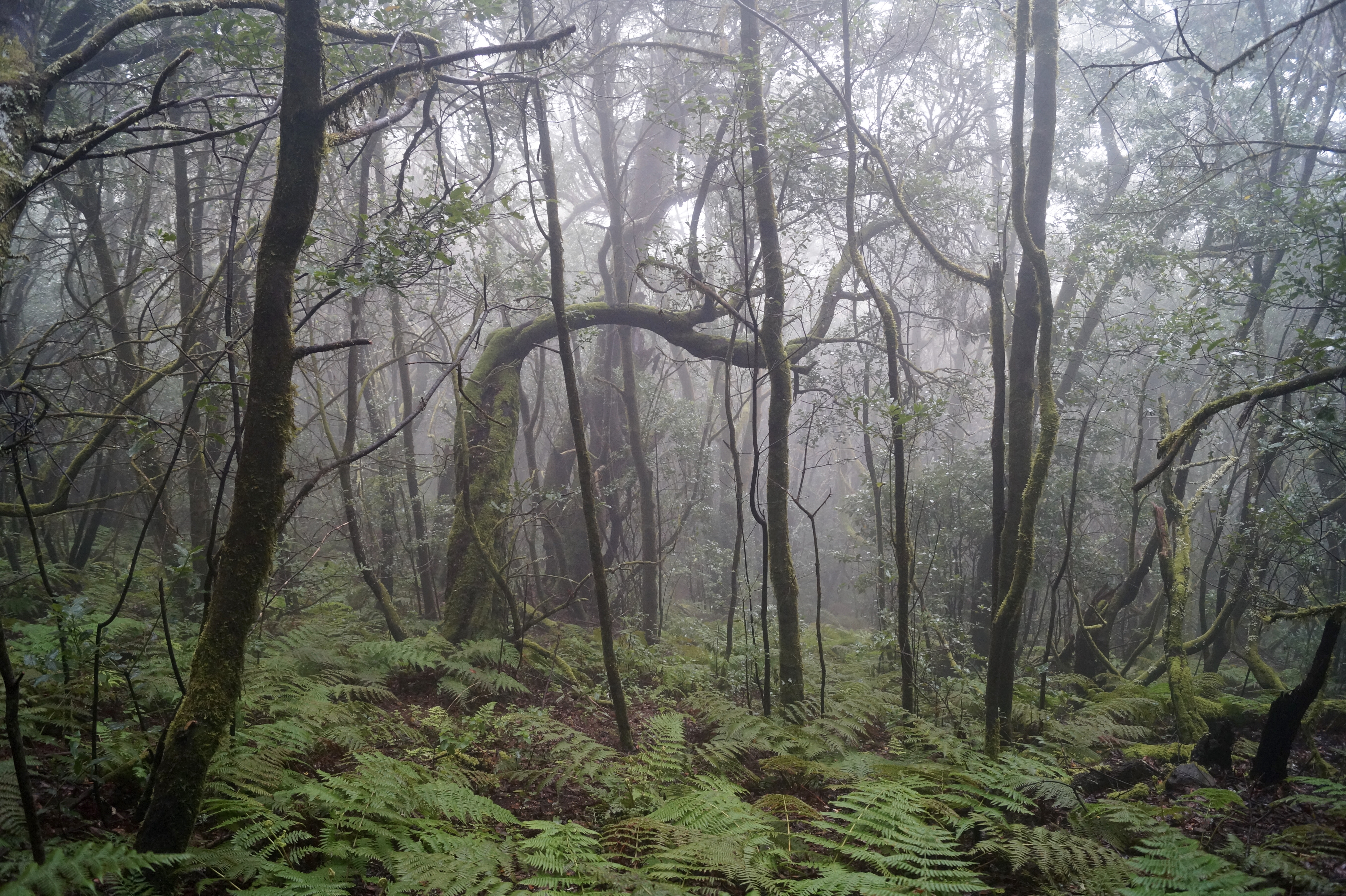
Interior del bosque de laurisilva
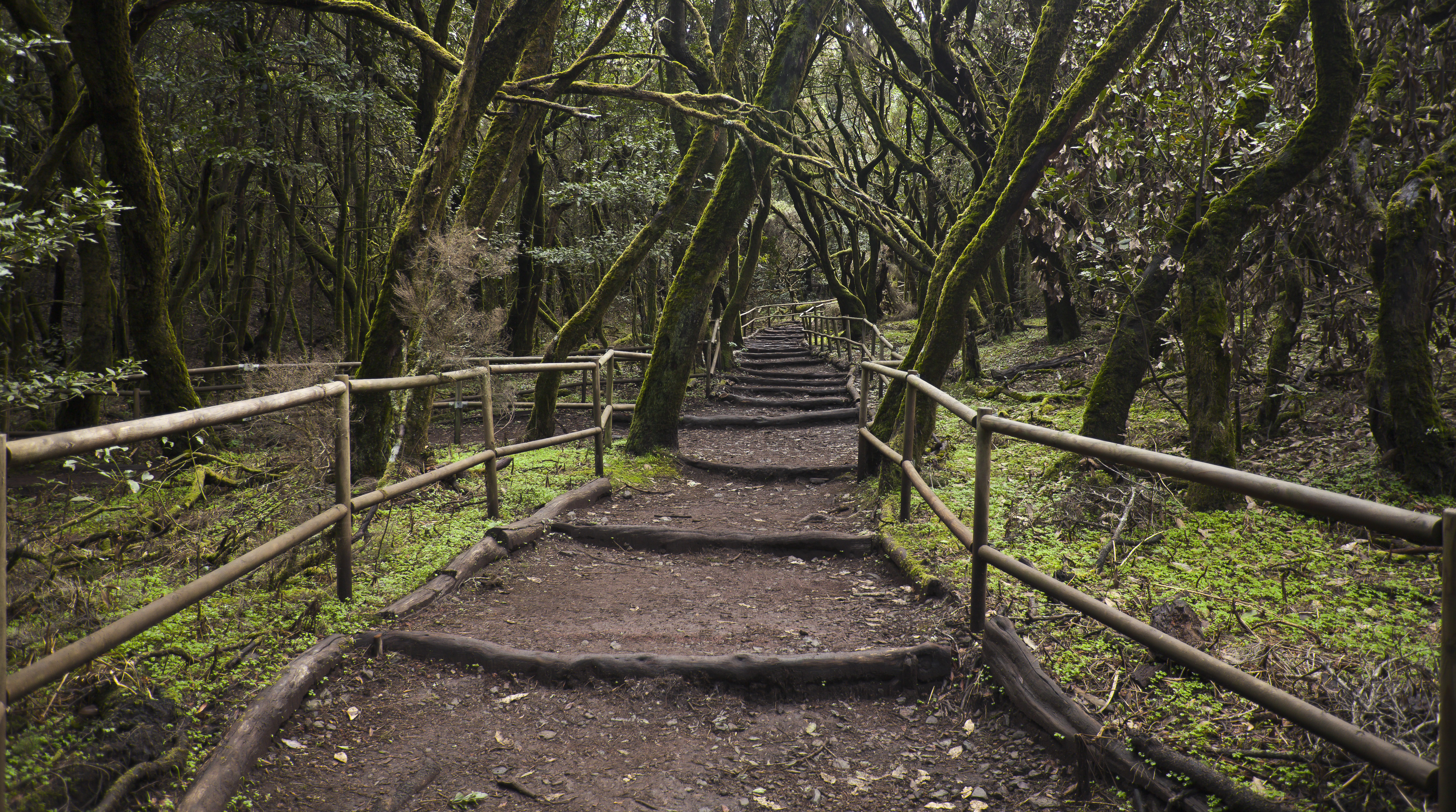
Sendero a través del bosque
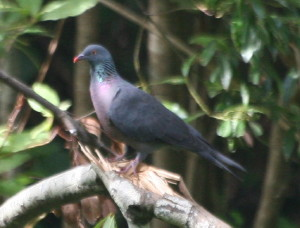
Paloma turqué
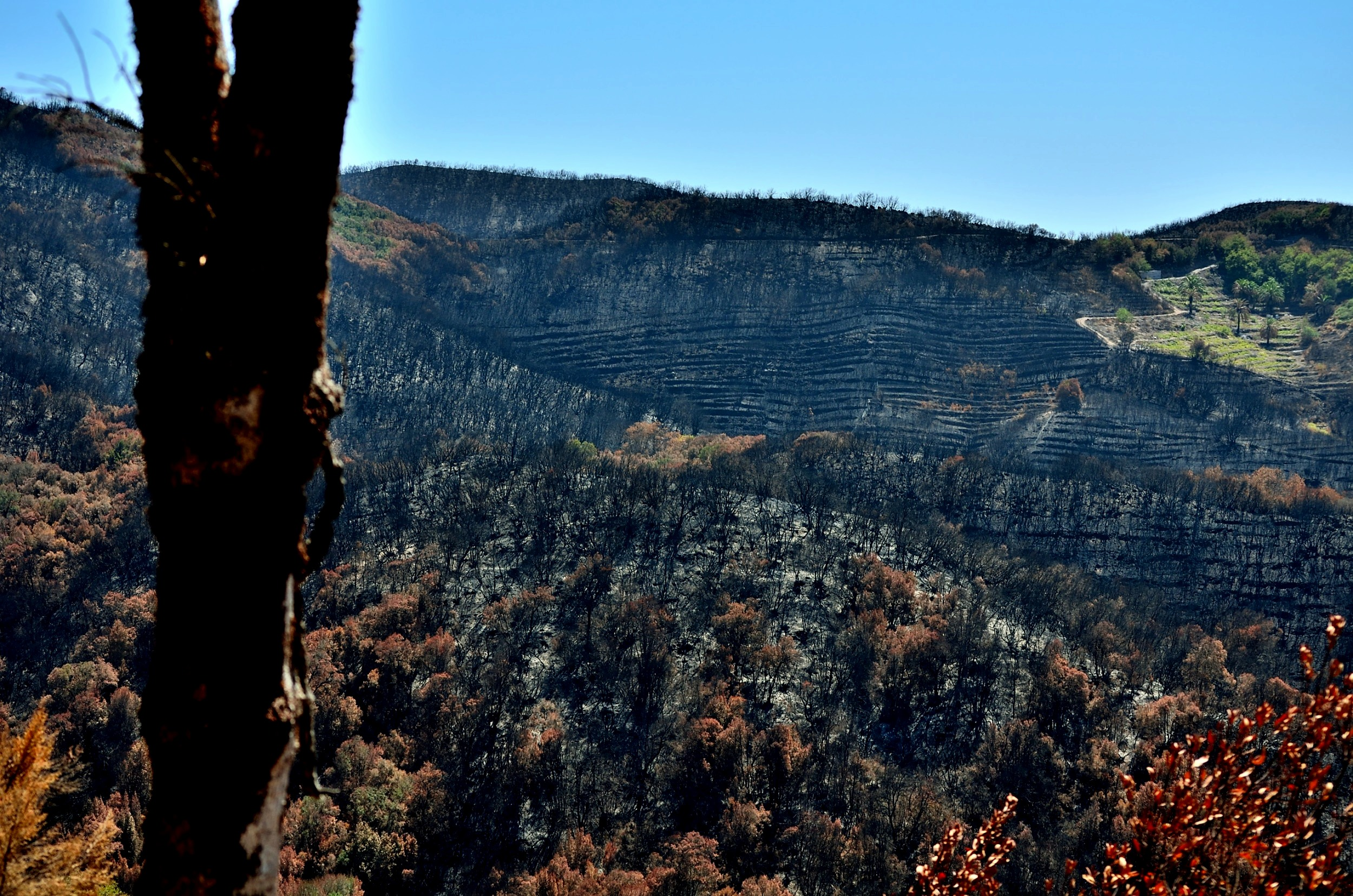
Efectos del incendio de 2012

## El incendio de 2012
El 4 de agosto de 2012 incendio estalló en la isla de la Gomera. Tras cinco días, el incendio penetró en el parque nacional de Garajonay. El incendio arrasó más de 4000 hectáreas de la isla y casi 750 ha del parque nacional durante dos semanas.